# Gymnodia gentilis
Gymnodia gentilis är en tvåvingeart som först beskrevs av Robineau-desvoidy 1830.  Gymnodia gentilis ingår i släktet Gymnodia och familjen husflugor. Inga underarter finns listade i Catalogue of Life.